# Talalaivka
Talalaivka (en ucraïnès Талалаївка, en rus Талала́евка) és una vila de la província de Txerníhiv, Ucraïna. El 2021 tenia 4.640 habitants. Fins al 18 de juliol del 2020 Talalaivka era la seu administrativa del districte homònim, però aquest districte quedà abolit el juliol del 2020 com a part de la reforma administrativa d'Ucraïna, segons la qual es va reduir el nombre de districtes de la província de Txerníhiv a només cinc. L'àrea del districte de Talalaivka quedà integrada dins el districte de Priluki.